# 山岳救助

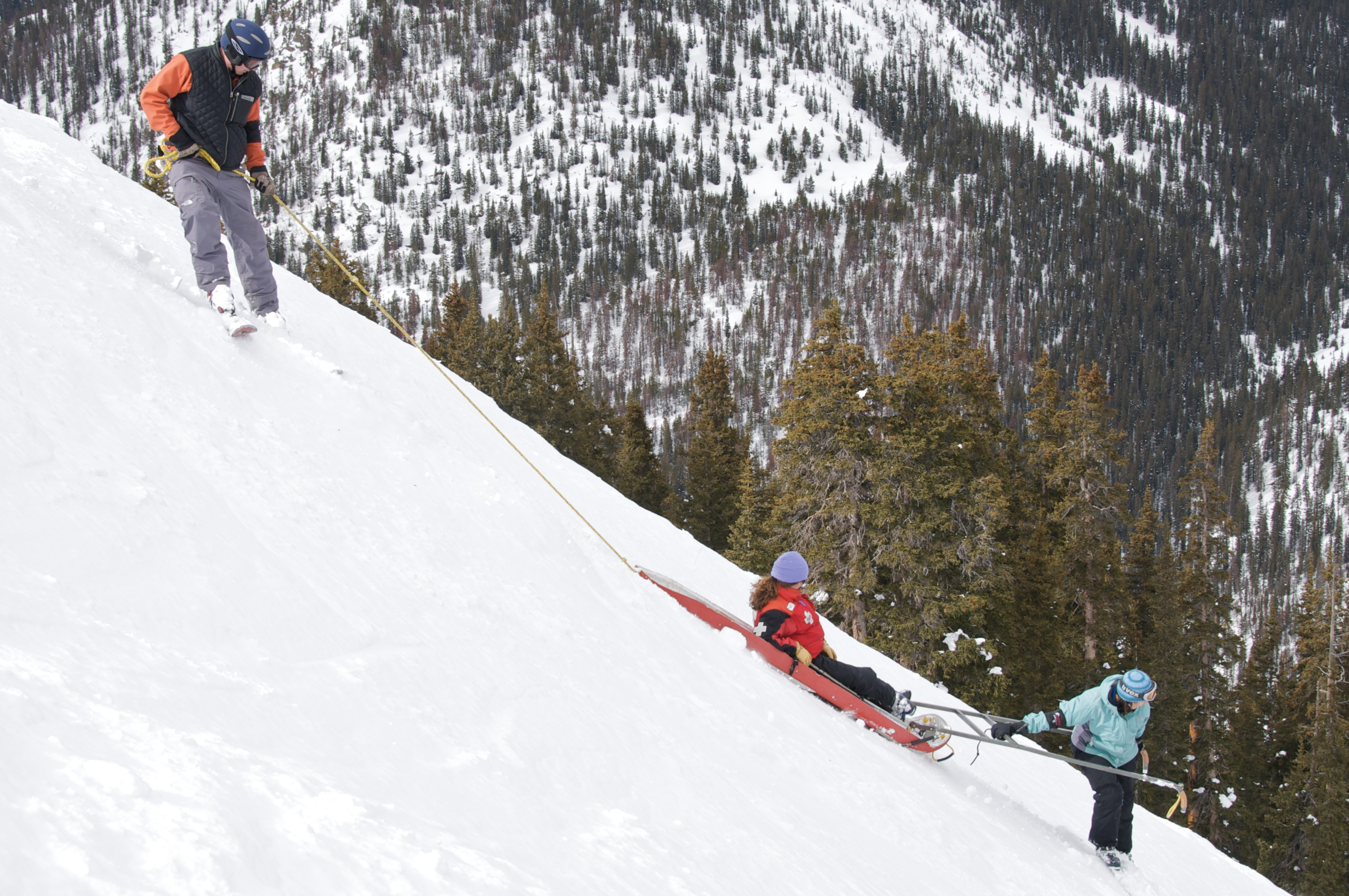
雪山での山岳救助の訓練

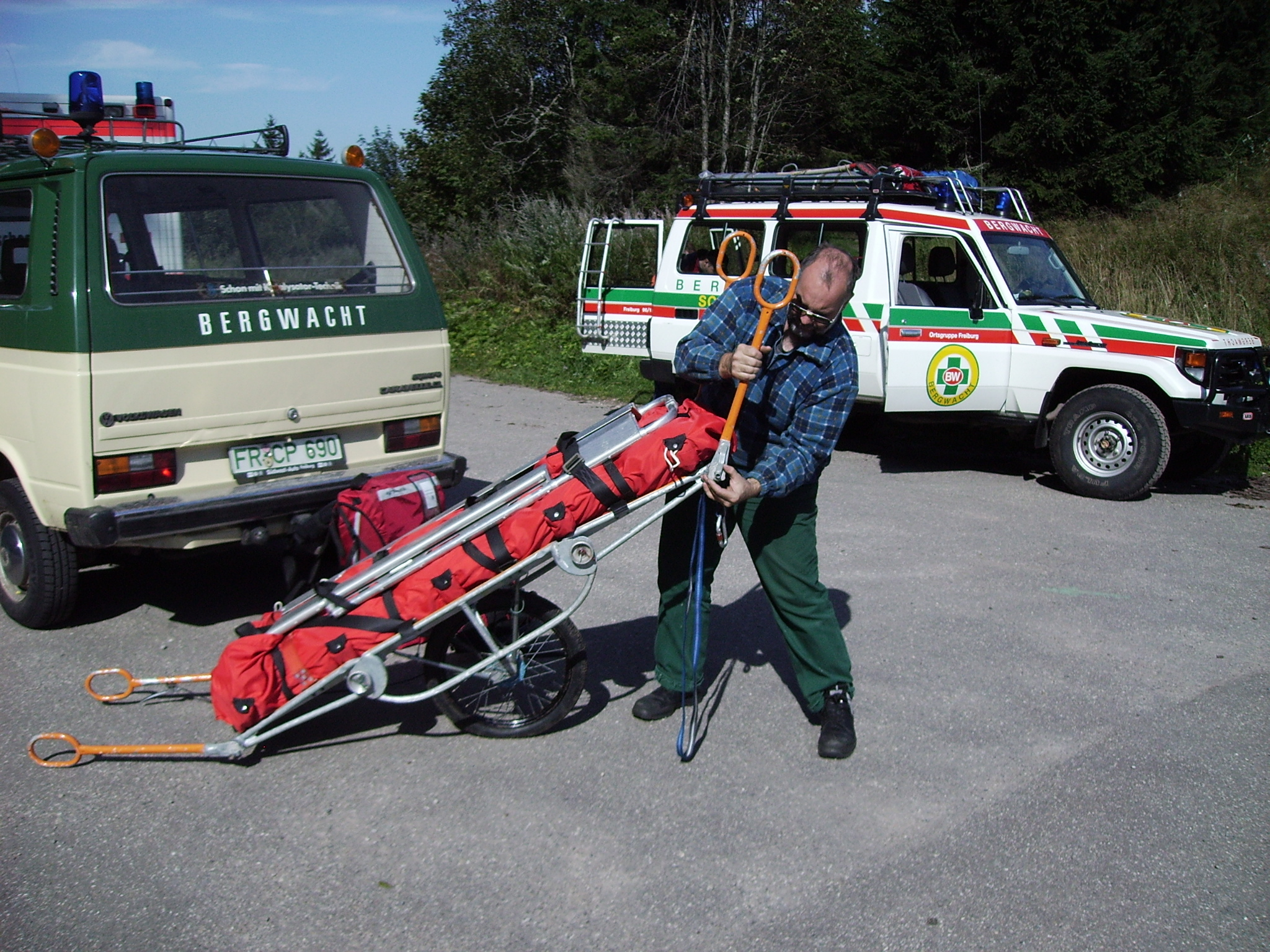
遭難者移送用に使用される典型的な担架

山岳救助（さんがくきゅうじょ、英語：mountain rescue）とは、登山等で何らかの理由により山岳部で遭難をした者を捜索・救助する活動である。
本稿においては、概ね日本での事項について記載する。
通常は麓で救助隊を編制し安全なルートから救助に入るが、対象者の位置が不明な場合は複数の捜索隊を編成し、登山届や携帯電話の位置情報を元に捜索を行う。上空から要救助者を捜索し、医療機関に搬送する時間を短縮するために、ヘリコプターを用いることが多い。着陸するスペースがない場合には、ホイストで救助員が降下し、担架等に載せてヘリコプターに収容する。気流や天候の乱れが多いため、ホバリングさせるのが困難な場合が多い。警察や消防のヘリが動員されるが、警察は、警ら活動・犯人追跡、消防防災ヘリコプターは空中消火・救助活動・救急搬送・災害地の被災画像転送などの任務も併任しており、山岳救助に特化している例は少ない。
登山者が多い山では民間企業が自治体から救助業務を請け負っていることもある。国際的な団体として国際山岳救助委員会（ICAR）がある。

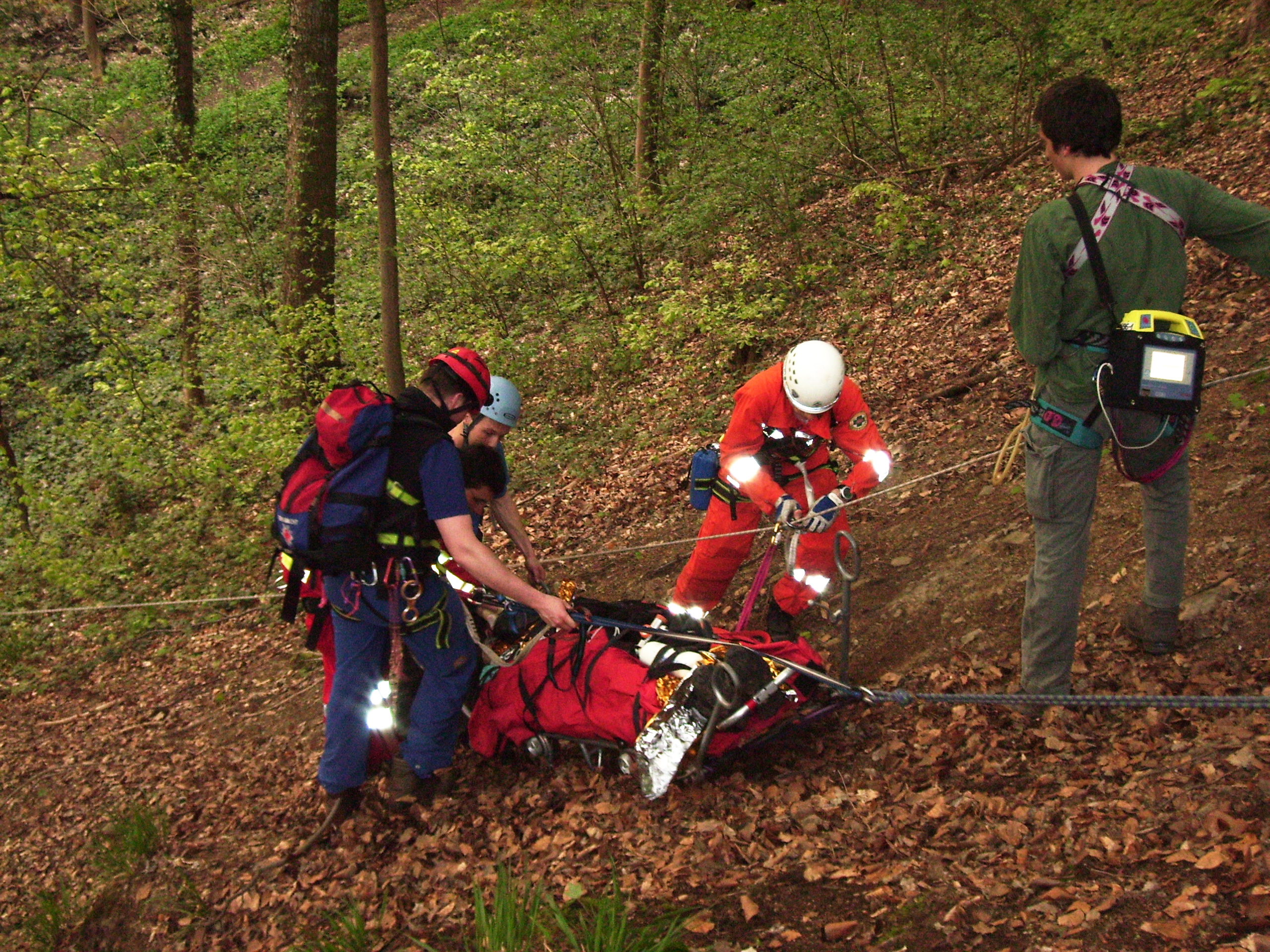
遭難者を移送する訓練

日本においては、警察の山岳警備隊、消防の山岳救助隊、航空自衛隊の航空救難団救難隊、地理に詳しい消防団、山小屋や山岳会などで構成する山岳遭難防止対策協会等が救助活動を行っている。
警察は警察法、消防は消防組織法に基づいて遭難者捜索及び救助活動を行っている。自衛隊は、自衛隊法に基づき、都道府県知事の災害派遣要請等を受け、捜索・救助活動に参加する。遭難の通報は、110番にかかってくることもあれば、119番にかかってくることもあるが、110番にかかってきたから警察が動くわけでも、119番にかかってきたから消防が動くわけでもない。発生地域や気象、部隊配置を検討して、より適当と思われる部隊に出動命令が下り、その他の部隊も必要に応じて、次の命令に備え出動準備を行っている。

## 警察

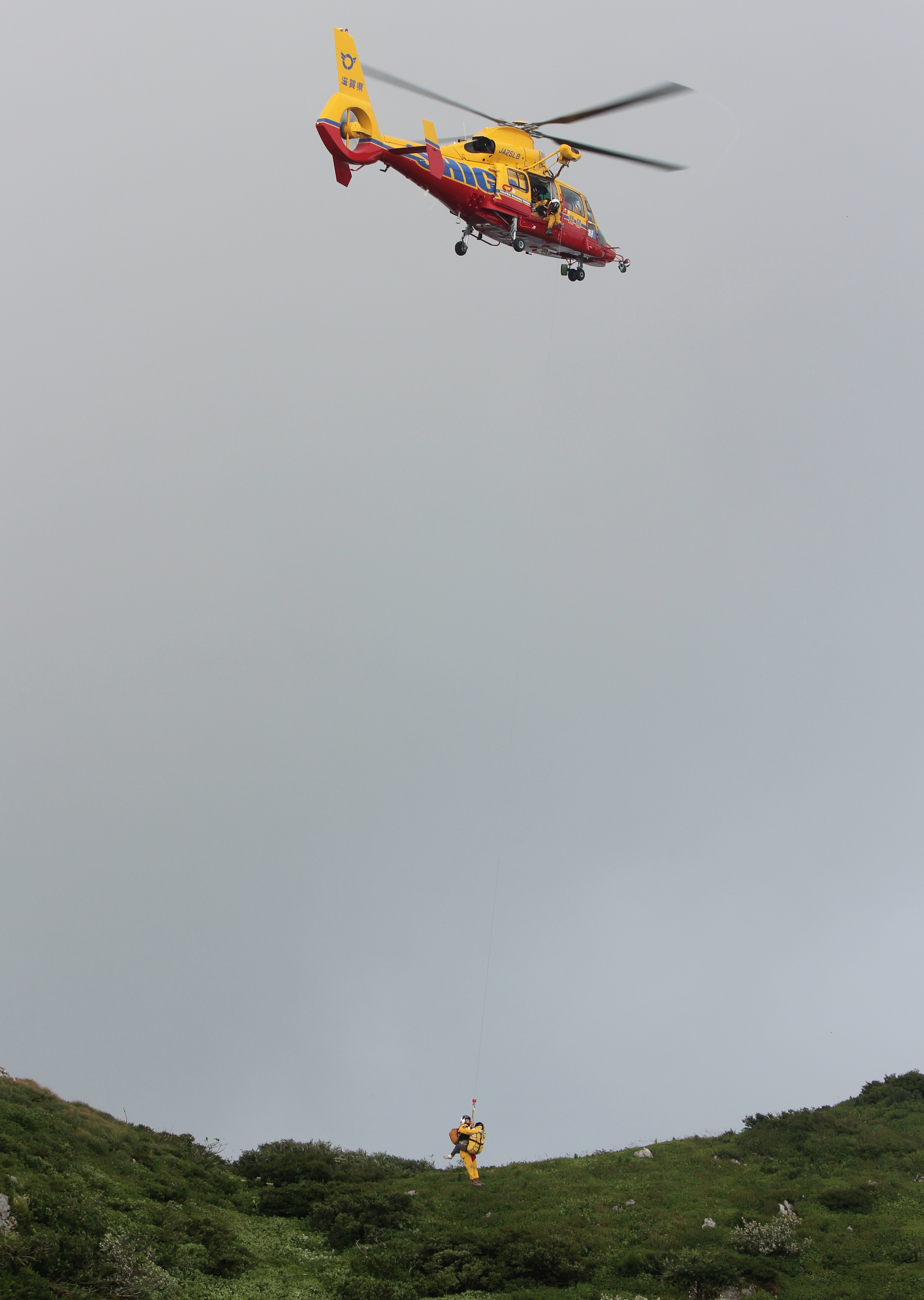
滋賀県の消防防災ヘリコプターによる山岳救助の例（伊吹山にて）

山岳警備隊は都道府県警察の地域部または生活安全部地域課に属する警察官で構成される。救助要請数や地理事情により、各都道府県によって編成・運用方法に差異がある。
警視庁や埼玉県警察などは、人口が散開し警察署より遠い山間部の集落に複数の駐在所と交番を配置させ、普段は駐在所で通常の警察業務として警らや登山届出書の受付、地域住民との交流をこなし、それらが連携し山岳警備隊を編成し、要請があった場合には出動を行う。刑事・交通・生活安全事案など通常の警察業務の対応、花火やバーベーキュー等のレジャー客のトラブルへの対応等、少ない人員で多種多様な事件を処理しなければならないため、隊員を兼務する駐在所員は一定の経験と知識が無ければ勤まらない。更に山岳事故の前線本部として、自治体・消防署・各駐在所と本署の担当部署と上級部署との連絡・調整を取りまとめ、時には現場からの要請に基づいてヘリコプターによる救助を要請し、時には事件性の有無を判断し、関係者全員に対して事情聴取を行い報告書を作成・提出し、時には行方不明者の家族や所属組織、死亡事故の被害者遺族への連絡対応を行い、複数事案があった場合は同時に処理をしなければならない。
3,000m級の飛騨山脈を抱えている富山・岐阜・長野の3県警は、主に夏期に専門部隊を配置している。
警視庁は、第七機動隊に山岳救助レンジャー部隊が設置されている。
ヘリコプターによる救助は警備部の都道府県警察航空隊が対応するが、複数機が配属されても、山岳救助に耐えうる機体のみ利用している。救助要請を受ける通信指令センターも地域部または生活安全部地域課に属する。
2023年9月に、北アルプスの難所「不帰嶮」で「助けて助けて」声は聞こえるが、救助ヘリコプターからは姿見つからなかった山岳遭難があった。警察では、登山者はヘッドライトかレスキューミラーを携帯し、遭難した場合にはヘリコプターに光を当てるようにアドバイスしている。

## 消防

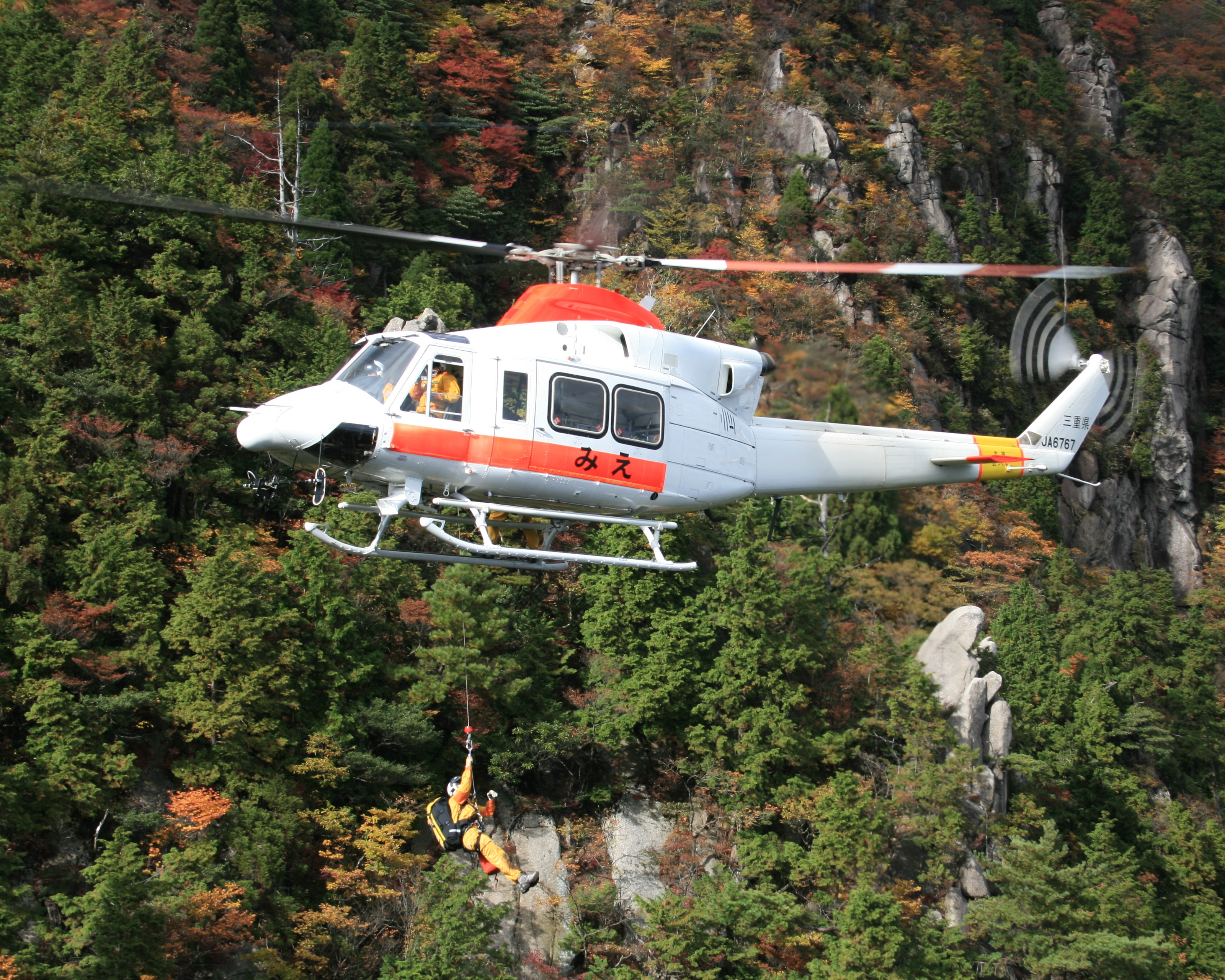
御在所岳で滑落した山岳遭難者を救出する三重県の消防防災ヘリコプター

消防の山岳救助隊は特別救助隊（レスキュー隊）が兼任していることが多い。普段は、通常のレスキュー業務を行う傍ら、地元山岳会の講習に出かけて山の特性を把握し、山火事の防止活動や、隊の中で救助トレーニングを重ね、山岳遭難の一報に備えている。活動する際は消防防災ヘリコプターの支援を受けて活動する。
東京消防庁の山岳救助隊は、東京都西部の山岳地帯を抱える八王子消防署（八王子特別救助隊が兼務）、 青梅消防署（青梅特別救助隊が兼務）、秋川消防署（秋川第2小隊が兼任）、奥多摩消防署（奥多摩第1小隊が兼任）の4消防署に置かれ、山岳救助車や各山岳装備を保有している。普段は火災の消火活動や通常の災害救助活動を行っており山岳救助が発生すると山岳救助車で出動する。北九州市消防局や埼玉西部消防局、相模原市消防局、札幌市消防局なども同様の体制を取っている。
静岡市消防局、姫路市消防局、阿蘇広域消防本部、秦野市消防本部などでも特別救助隊等として火災や救助事案に出場するが山岳救助事案発生時は山岳救助の専任隊として活動している。
東京消防庁の山岳救助隊はスイフトウォーターレスキュー（急流救助）にも対応している。これはレジャー客が中州に取り残された玄倉川水難事故を転機として急流救助に対応できる知識・技術を持ち、専門の資機材を装備している。
消防防災ヘリコプターは:山火事の空中消火や河川などの水難救助や山岳事故等の救助活動、救急搬送に対応している。地上部隊の要請により政令指定都市の消防局に設置されている消防航空隊（東京都は東京消防庁航空隊）または道県に設置されている防災航空隊に出場がかかる。
消防防災ヘリコプターを用いた山岳救助において、ヘリコプターの墜落事故が相次いで発生したことを踏まえ、消防防災ヘリコプターによる山岳救助の安全性をいかに確保するかが課題となっている。 そこで、ヘリコプターの性能・特性や山岳救助固有の難しさなどを踏まえつつ、消防防災ヘリコプターによる山岳救助の安全性確保に資するため、適切な山岳救助のあり方について検討するために総務省消防庁が設置した「消防防災ヘリコプターによる山岳救助のあり方に関する検討会」が開催されている。

## 自衛隊

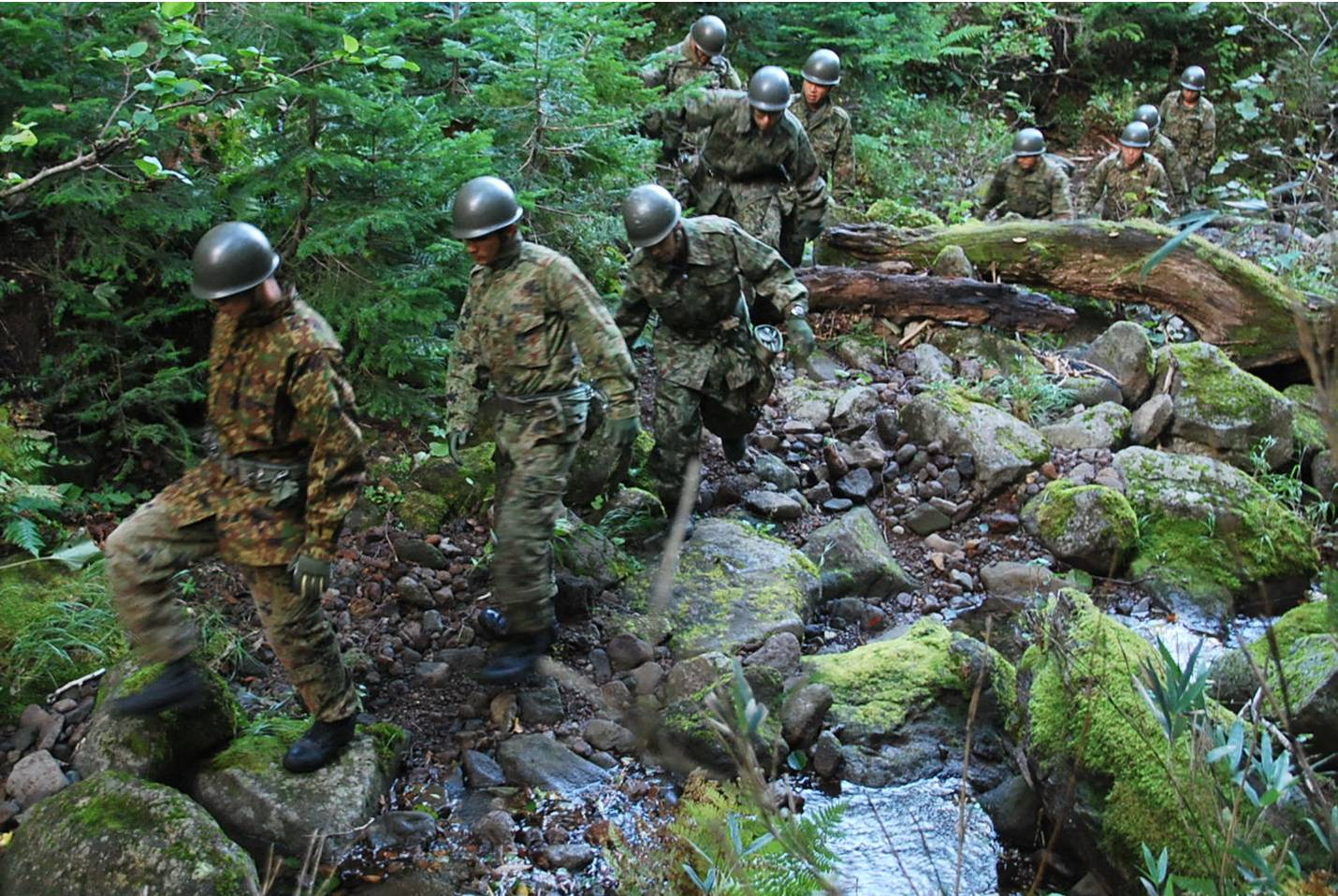
行方不明者の捜索の様子（北海道斜里町で捜索を行う陸上自衛隊）

航空自衛隊の航空救難団は主に戦闘機等が墜落した場合、パイロットを捜索・救助する救難隊が全国に設置されている。所属する救難員は、あらゆる天候・状況であっても対応できるように常日頃から訓練されており、消防・警察などの救助困難な状況での出動要請による実績が1958年（昭和33年）よりある。航空自衛隊航空救難団救難隊や海上自衛隊航空分遣隊は全天候型の救難・救助の専用ヘリコプターを所有している。

陸上自衛隊の冬季遭難救援隊は青森駐屯地第5普通科連隊で主に八甲田山の遭難救助に当たる。上富良野駐屯地では2007年に起きた上ホロカメットク山雪崩事故がきっかけに2008年から結成されるようになった。駐屯地から選抜された隊員150-180名程度が、警察等と連携して、冬季の山岳救難に対応する。他、都道府県知事の災害派遣要請に対し普通科が捜索活動を行うこともある。

## 民間
東邦航空は、山小屋等への物資搬送とともに遭難者の救助活動を行っていたが、2002年2月の篠原秋彦（トーホーエアーレスキュー社長）の転落事故後山岳レスキュー業務より撤退した。
山小屋や山岳会が地元限定の救助部隊を編成していることもあり、警察や消防と合同で救助活動を行っている。
比較的低い山に関しては地元の地理に詳しい消防団員が動員されることもある。また熊の出現が予想される山では猟友会に応援要請がかかることもある。

## 議論
公的機関による山岳救助は通常予算の範囲内の活動として、救助されたものに対して費用は請求されないとされている。
しかしながら、山間地でもつながる携帯電話の普及、山間地にアクセスする交通手段の発達、中高年の登山ブームや無計画・軽装備な登山者の増加によって、本来なら自分で処置ができる軽い怪我や、体力を管理せず疲れたからヘリコプターで救助してもらおうと安易な気持ちで110番・119番をし救助隊を呼ぶ者や、地理の勉強をせずに、登山道を確認せずに無鉄砲に歩き道を迷い、救助隊が大量動員されるなど、山岳登山の常識やマナーが無い者の存在が報道されるにつれ、救助されたものに対して請求するべきという意見と、救急車と同じく行政活動の一環であるという意見がある。

## 海外

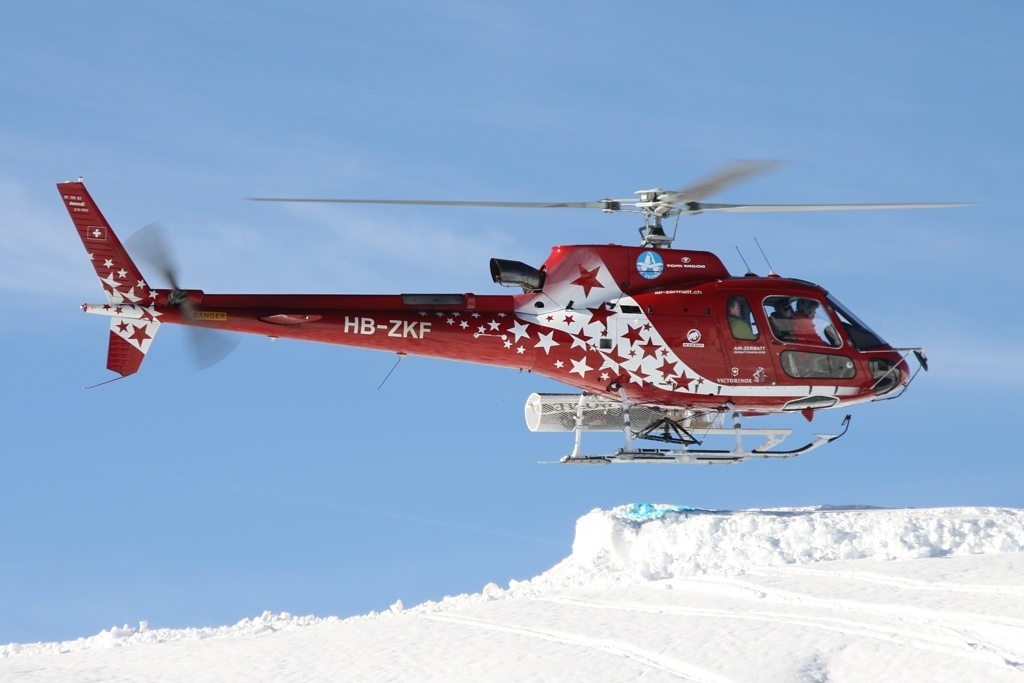
ツェルマットの航空会社であるエアー・ツェルマットの救助ヘリコプター

救助活動は基本的に警察、消防、軍が行っているが、アルプス山脈などの山岳地帯では公の救助機関やスイス軍、自治体、登山協会などと連携しながら民間の航空会社が救助活動を行っている。
運営は寄付と賛助会員費によって賄われ、国民の1/3が会員として加盟しており、会員は救助費用が無料。外国人など非会員は有料となり主に各種保険などから支払われている。

## 二次災害
- 2002年1月6日、長野県白馬にてトーホーエアレスキュー代表がヘリから転落1名死亡[6]
- 2009年1月、北海道積丹岳において、スノーボード中に遭難の男性を救助に向かった北海道警察山岳救助隊が遭難者を搬送中に男性を乗せたストレッチャーがくくり付けた木から離れ滑落し、遭難者の男性が死亡した。山岳救助に過失があったとして遺族が損害賠償訴訟を提起し、一部過失認定となり賠償確定した（札幌地裁-札幌高裁-最高裁）[7]。
- 2009年9月11日、岐阜県防災航空隊のヘリコプターが山岳救助活動中に墜落し航空隊員が3名死亡[8]。
- 2010年7月25日、埼玉県防災航空隊のヘリコプターが山岳救助活動中に墜落し航空隊員と秩父消防本部の救助隊員が5名死亡[9]。詳細は埼玉県防災航空隊#「あらかわ1」墜落事故(埼玉県消防防災ヘリコプター墜落事故)を参照。
- 2012年1月14日、岐阜県警察のヘリコプターが救助活動中に急上昇し、山岳警備隊員と接触した男性が100メートル滑落し全身打撲の軽傷[10]。
- 2013年12月、富士山において、静岡市消防局の災害救助ヘリが富士山9.5合目付近（標高約3,500m付近）で遭難者の男性1人をつり上げて救助しようとする際に、悪天候もあり隊員が男性をヘリに収容する直前に救命器具が外れ、男性は約3メートルの高さから地面に落下。天候悪化のため同日の再収用を断念し、翌日再度救助収用となり死亡にて発見された。山岳救助での過失として遺族が損害賠償訴訟を提起したが請求棄却された（京都地裁-大阪高裁）。事件後一時期静岡市は「高度3,200m以上での救助活動を行わない」決定の発表もあった。
- 2014年9月15日、愛媛県警察の山岳警備隊員の巡査長が遭難者を救助しようとヘリコプターから降下した直後、崖下に滑落し死亡した[11]。
- 2017年5月14日、山梨県警察のヘリが遭難した男性を救助活動中、男性が死亡する事故があった。ホバリング中に落石か樹木が当たったとみられ、男性のそばにいた救助隊員2人もけがをした[12]。